# Kulturforum

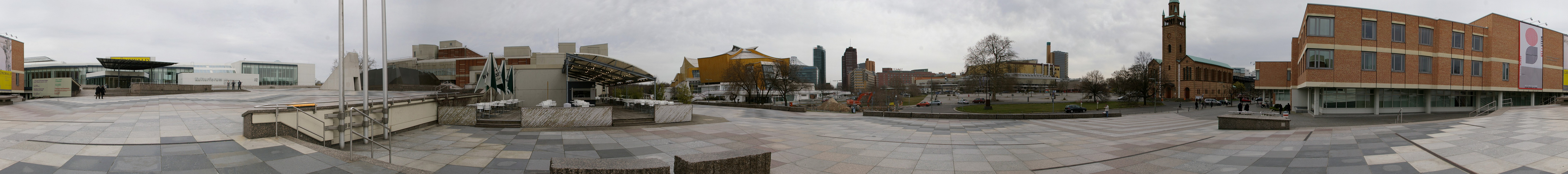
Vue d'ensemble des structures composant le Kulturforum.

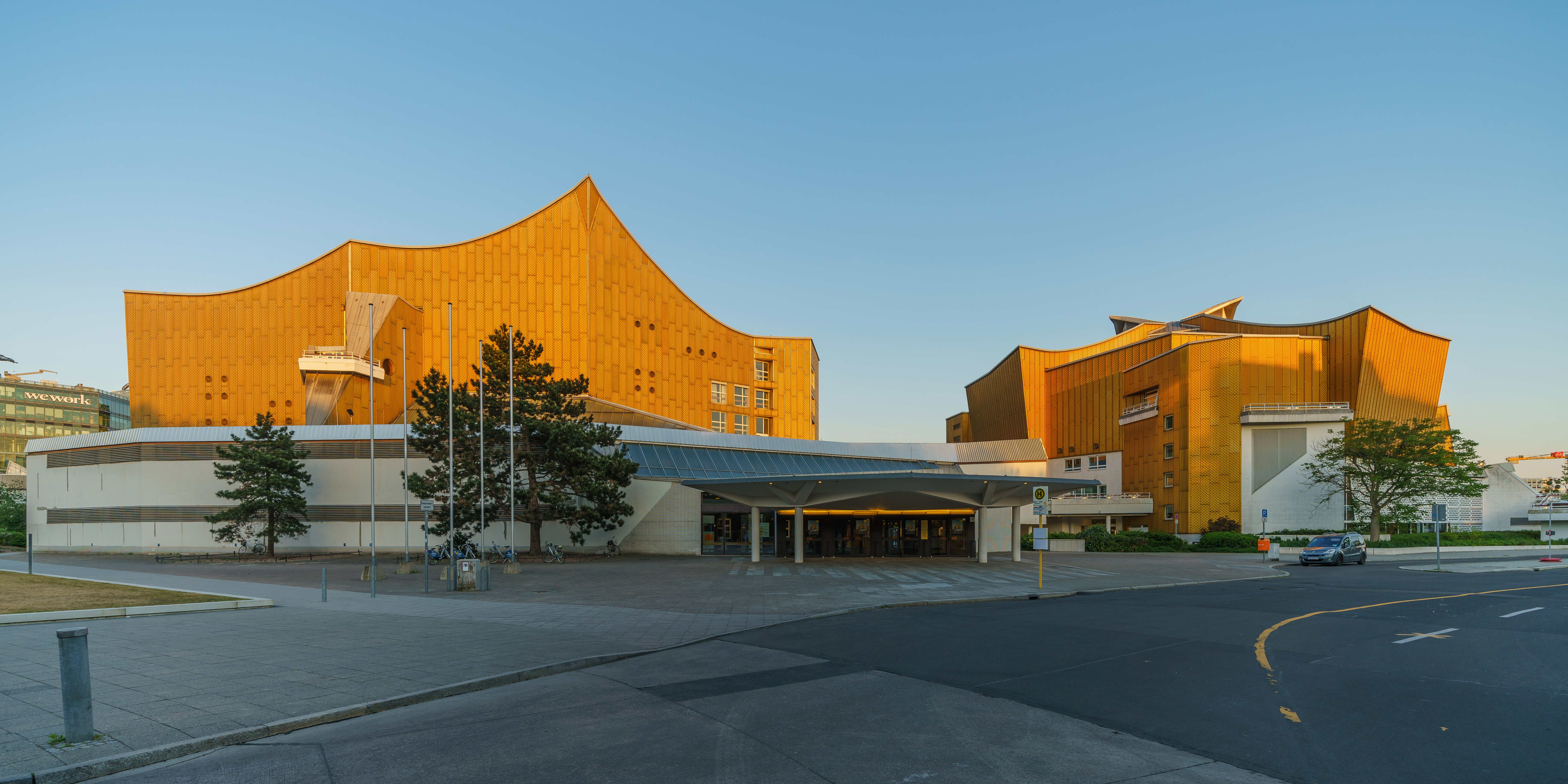
La Philharmonie de Berlin et la salle de musique de chambre, conçues par Hans Scharoun.

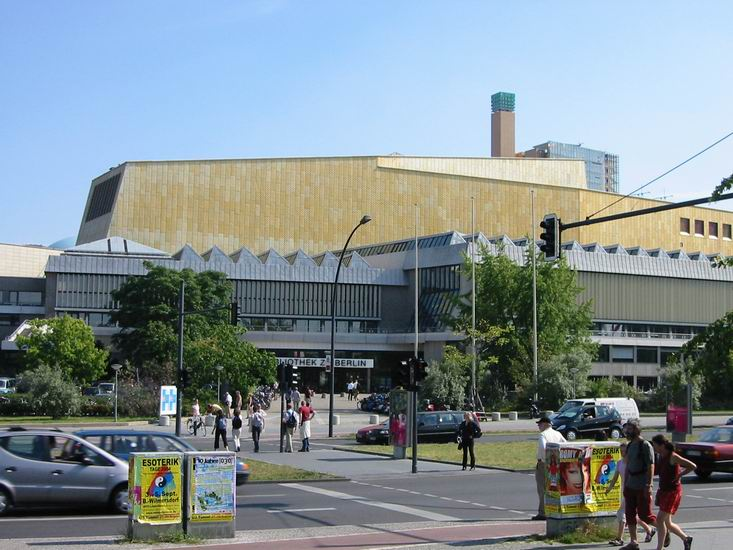
La Bibliothèque d'État de Berlin, conçue par Hans Scharoun.

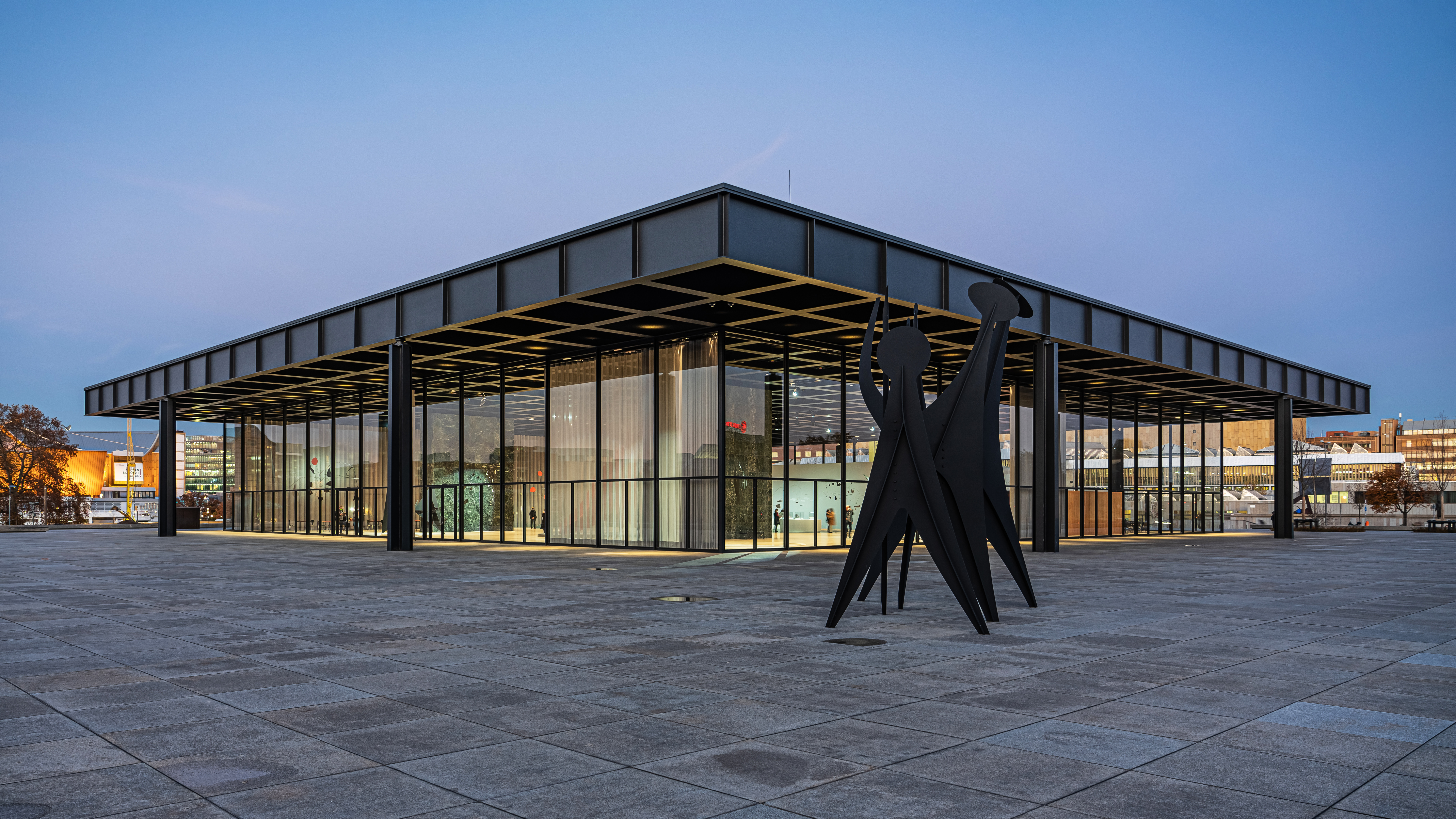
La Neue Nationalgalerie, conçue par Mies van der Rohe.

Le Kulturforum est un ensemble d'édifices culturels situé à Berlin-Tiergarten, en Allemagne. Il a été construit dans les années 1950 et 60 à la limite du Mur, pour remplacer les bâtiments dont ce dernier  privait Berlin-Ouest. Le forum culturel se caractérise par son architecture moderne novatrice, plusieurs édifices se distinguent par les dessins organiques de Hans Scharoun ou la Neue Nationalgalerie conçue par Mies van der Rohe. 
Dans la continuité de l'idée de Scharoun, Rolf Gutbrod (de) est chargé, en 1968, de la construction de plusieurs bâtiments prévus pour accueillir des musées sur le Kulturforum. Il érige le musée des Arts décoratifs (Kunstgewerbemuseum, à droite de l'entrée du complexe muséal) qui fait l'objet de très vives critiques en raison de ses proportions massives et de l'organisation peu fluide de ses espaces intérieurs. En 1988, les architectes Hilmer et Sattler poursuivent la construction du Kulturforum. Ils cherchent à intégrer en un ensemble harmonieux les édifices existants tout en concevant un nouveau musée, la galerie de Peinture (Gemäldegalerie), qui est achevée en 1998. Outre ces deux musées, le complexe muséal du Kulturforum héberge à présent aussi la bibliothèque d'Art (Kunstbibliothek) et le Cabinet des estampes (Kupferstichkabinett). 
Le Kulturforum fut conçu de manière à devenir le centre culturel de Berlin-Ouest, constituant ainsi un pendant à l'île aux Musées, qui se trouve dans Berlin-Est. Non loin à l'ouest de l'immense Potsdamer Platz, il est aujourd'hui situé au cœur de la capitale réunifiée.
Parmi les institutions culturelles logés dans et autour du Kulturforum on trouve:
- La nouvelle galerie nationale
- La galerie de peintures
- Musée des arts décoratifs
- Musée des instruments de musique
- Musée des Arts graphiques
- La Bibliothèque d'Art
- Philharmonie de Berlin
- Salle de musique de chambre
- Bibliothèque d'État de Berlin
- Institut Ibéro-américain
- L'Église Saint-Matthieu